# Jaroslav Koutský (geograf)
Jaroslav Koutský (* 28. března 1981 Most) je český geograf a vysokoškolský pedagog, od března 2023 rektor Univerzity Jana Evangelisty Purkyně v Ústí nad Labem, v letech 2013 až 2021 děkan Fakulty sociálně ekonomické na téže univerzitě.

## Život
Od roku 2006 působil na Katedře Regionálního rozvoje a veřejné správy UJEP. Bakalářské studium absolvoval v Západočeské univerzitě v Plzni, magisterské studium na Přírodovědecké fakultě Ostravské univerzity, doktorské studium na Masarykově univerzitě v Brně v oboru Regionální geografie a regionální rozvoj. V roce 2017 získal titul docent v oboru ekonomika a management na Vysokém učení technickém v Brně.
Dlouhodobě se výzkumně zabývá ekonomickou geografií a regionálním rozvojem, zejména pak transformací tradičních průmyslových regionů. Za svůj výzkum "Governance of traditionally industrialised shrinking cities" získal Masaryk Fulbright stipendium a od září 2018 do března 2019 působil na TUFTS University v Bostonu, na School of Arts and Sciences.
V mládí hrál lední hokej, nyní hraje závodně (na krajské úrovni) tenis. Je ženatý, má syna a dceru, žije v Turnově.[zdroj⁠?!]
Ve volbách do Poslanecké sněmovny PČR v roce 2013 kandidoval jako nestraník za TOP 09 v Ústeckém kraji, ale neuspěl.
V lednu 2023 jej prezident Miloš Zeman jmenoval rektorem Univerzity Jana Evangelisty Purkyně v Ústí nad Labem, a to s účinností od 18. března 2023.

## Publikace (výběr):
- Rumpel, P. - Slach, O. - Koutský, J.: Profilace měkkých faktorů regionálního rozvoje, Accendo, Ostrava 2013, ISBN 978-80-904810-7-7
- Rumpel, P. - Slach, O. - Koutský, J.: Měkké faktory regionálního rozvoje, Ostravská Univerzita, Ostrava 2011, ISBN 978-80-7368-435-8
- Koutský, J.: Ústí nad Labem – město v mlze, Univerzita Jana Evangelisty Purkyně, Filozofická fakulta, Ústí nad Labem 2011, ISBN 978-80-7414-410-3